# Józef Kolat
Józef Kolat (ur. 22 października 1935 w Radłowie) – polski polityk, poseł na Sejm PRL VIII kadencji.

## Życiorys
Uzyskał wykształcenie średnie zawodowe. W 1959 wstąpił do Polskiej Zjednoczonej Partii Robotniczej. Był I sekretarzem Podstawowej Organizacji Partyjnej. Był mistrzem pomiarów i automatyki w Zakładach Azotowych w Tarnowie, ławnikiem, a także kuratorem sądowym. W 1980 uzyskał mandat posła na Sejm PRL VIII kadencji w okręgu Tarnów (pełnił go do końca kadencji w 1985). Zasiadał w Komisji Górnictwa, Energetyki i Chemii, Komisji Rolnictwa i Przemysłu Spożywczego oraz w Komisji Przemysłu.
Jest autorem wielu wniosków racjonalizatorskich. Wyróżniony odznaką „Zasłużony dla przemysłu chemicznego”.